# ژوفیا ساموشی
ژوفیا ساموشی (مجاری: Zsófia Szamosi؛ زادهٔ ۱۲ اوت ۱۹۷۷) بازیگر اهل مجارستان است. در ۲۹ نوامبر ۲۰۱۸، او برای بازی در فیلم «یک روز» جایزه بهترین بازیگر زن را در چهلمین دورهٔ جشنواره بین‌المللی فیلم قاهره دریافت کرد.
از فیلم‌ها یا برنامه‌های تلویزیونی که وی در آن نقش داشته است، می‌توان به آواز اشاره کرد.